# Marburger Kreisbahn 6
Die Tenderlokomotive Marburger Kreisbahn 6 war eine Dampflokomotive mit der Achsfolge D, die ursprünglich 1920 an die Zeche Friedrich Heinrich geliefert wurde. Von 1927 bis 1934 verkehrte sie bei der Marburger Kreisbahn, wo sie die Nummer 6 trug. Danach wurde sie an die Zeche Wilhelmine Mevissen in Duisburg-Rheinhausen verkauft, wo die Lokomotive bis 1968 in Betrieb stand.

## Geschichte
Geliefert wurde die Lokomotive mit der Hanomag-Fabriknummer 8158 1920 an die Zeche Friedrich Heinrich, wo sie bis 1927 im Betrieb stand.
1927 wurde sie nach Marburg abgegeben, wo sie für einen möglichen Verkauf eine Hauptuntersuchung erhielt. Da sich kein Käufer fand, wurde sie von der Marburger Kreisbahn als Nummer 6 in Betrieb genommen.
Die Lok war wie die Lokomotive 5 unbeliebt und wurde nur selten eingesetzt. Trotz des doppelten Wasserkasteninhaltes war sie als Hüttenlok konstruierte und für den Einsatz auf der Marburger Kreisbahn ungeeignet. Trotz Gölsdorf-Achsen und zwei Achsen mit geschwächten Spurkränzen zwängte die Lok erheblich bei Kurvenfahrten. Wegen ihrer Leistungsfähigkeit wurde sie meist in Spitzenzeiten eingesetzt. 1934 wurde sie über eine Firma aus Köln an die Zeche Wilhelmine Mevissen in Duisburg-Rheinhausen verkauft, wo sie als Nummer 3 eingesetzt wurde. Die Lok stand bis 1968 in Betrieb und wurde dann ausgemustert und verschrottet.

## Technik
Die Lokomotive war als Hüttenlokomotive konstruiert, bei der große Lokreibungslast und Leistung im Vordergrund standen. Die Lok wurde mit Nassdampf betrieben. Die Verkleidung der beiden Sandkästen mit dem Dampfdom verlief ursprünglich quaderförmig bis zur Dampfdomspitze. Bei späteren Umbauten wurden die Sandkästen gekürzt und gaben die Sicht auf den Dampfdom frei. Sie besaß je einen Sandkasten für Vorwärts- und Rückwärtsfahrt. Für jede Fahrtrichtung war die Lokomotive mit jeweils einem Sandrohr je Triebwerksseite vor der führenden Achse ausgestattet. Die Lok besaß den größten Wasservorrat aller bei der Marburger Kreisbahn eingesetzten Lokomotiven. Alle Radsätze wurden jeweils von vorn gebremst.